# متحف فريدا كاهلو
متحف فريدا كاهلو (بالإسبانية: Museo Frida Kahlo), المعروف أيضًا باسم البيت الأزرق (La Casa Azul) نسبة إلى جدران المبنى المكونة من الكوبالت الأزرق، هو متحف ومنزل تاريخي ومتحف فني مخصص لحياة وأعمال الفنانة المكسيكية فريدا كاهلو. يقع المتحف في حي كولونيا ديل كارمن في كايوويكان في مدينة مكسيكو. يعد هذا المنزل المكان الذي وُلِدت وترعرت فيه فريدا كاهلو، وعاشت فيه مع زوجها دييغو ريفيرا لعدة سنوات، كما توفيت في واحدة من الغرف في الطابق العلوي. تبرع دييغو ريفييرا بالمنزل ومحتوياته من أجل تحويله إلى متحف تكريمًا لفريدا عام 1958
يحتوي المتحف على مجموعة من الأعمال الفنية الخاصة بفريدا كاهلو ودييغو ريفيرا وغيرهم من الفنانين، بالإضافة إلى الفن الشعبي المكسيكي والتحف والصور الفوتوغرافية والممتلكات الخاصة بالزوجين. كما يتم عرض هذه المجموعة في غرف المنزل الذي لا يزال كما كان عليه في سنة 1950. يعتبر هذا المتحف الأكثر شعبية في كاييويكان في مدينة مكسيكو وواحد من المتاحف الأكثر زيارة

## البيت الأزرق
يقع المنزل/المتحف في كولونيا ديل كارمن في منطقة كايوويكان في مكسيكو سيتي. حظت كايوويكان، خاصة في منطقة كولونيا ديل كارمن بسمعة فكرية وتعتبر في الطليعة منذ 1920, عندما كانت الموطن لسلفادور نوفو وأوكتافيو باز وماريو مورينو ودولوريس ديل ريو.وحاليا المنطقة تعتبر موطن لعدد من المتاحف. يقع المنزل في زاوية بين شارع لوندرس وشارع أييندي، كما يتميز بجدرانه المكونة من الكوبالت الأزرق لذالك السبب سمي المنزل باسم البيت الأزرق (La Casa Azul). وبني المنزل كبقية منازل المنطقة حول الفناء الرئيسي مع مساحة للحديقة وهذا تقليد منذ عهد الاستعمار. كان المنزل في الاصل مبني ليحيط بالفناء من ثلاث جهات، ولكن أُضيف لاحقًا حائط رابع ليطوق المنزل الفناء من جميع الجهات. كما كان في الأصل مبنياً على الطراز الفرنسي في سنة 1904 ولكن تم تغيير واجهته لتصبح ابسط كما هو عليه الآن ويتكون المنزل من طابقين مع العديد من غرف النوم ومساحة للإستوديو ومطبخ كبير وغرفة طعام. وقد زُيّن المدخل بفسيفساء من الحجر الطبيعي المصممة بواسطة ماردونييو ماغانيا.